# Christian Theobald Caselmann
Christian Theobald Caselmann (* 23. März 1889 in Kloster Sulz bei Dombühl; † 13. März 1979 in Mössingen) war ein deutscher Pädagoge und Hochschullehrer der Ruprecht-Karls-Universität Heidelberg.

## Biographie
Christian Caselmann wurde als Sohn des evangelisch-lutherischen Pfarrers Adolf Caselmann im bayrischen Kloster Sulz geboren. Er war das Jüngste von insgesamt zehn Geschwistern. Von 1899 bis 1908 besuchte er das humanistische Gymnasium in Regensburg und legte dort im Jahr 1908 das Abitur ab. Er lernte auf diesem Gymnasium die Sprachen Latein, Griechisch, Hebräisch, Französisch und Englisch. Englisch sprach er zum Zeitpunkt des Abiturs bereits fließend. Caselmann studierte Biologie, Germanistik, Anglistik und Kunstgeschichte in Erlangen, München und vorwiegend in Heidelberg. In Heidelberg hörte er auch Vorlesungen bei dem protestantischen Theologen Ernst Troeltsch. Nach dem Staatsexamen im April 1914 für das höhere Lehramt in Baden mit den Fächern Biologie und Philologie beendete der Ausbruch des Ersten Weltkrieges den eben erst begonnenen Dienst als Lehramtspraktikant in Konstanz. Caselmann wurde am 15. November 1914 zum Frontdienst beim Ersten Badischen Leibgrenadierregiment 109 einberufen. Am 29. Dezember 1916 erfolgte während eines Heimaturlaubs die Eheschließung mit Ingeburg geb. Johannsen (geb. 18. Februar 1892) aus Flensburg. Vom 27. März bis 8. August 1918 lag Caselmann verwundet im Lazarett. Nach vier Kriegs- und Lazarettjahren kehrte er im Jahr 1918 an der Helmholtz-Oberrealschule in Karlsruhe in den Schuldienst zurück. Hier wurde er 1924 zum Professor ernannt (Gymnasialprofessur). Der Rektor dieser Schule berief Caselmann als Fachleiter für Englisch, Deutsch und Geschichte an das erstmals in Baden eingerichtete Seminar für Studienreferendare. Dieses Amt wurde ihm im Jahre 1936 wieder genommen, weil er als „intellektueller Gegner“ des NS-Regimes galt.

### Caselmann als Mitbegründer moderner Medienpädagogik
Im April 1938 erfolgte die Beurlaubung ohne Gehalt, aber mit Anrechnung auf die Dienstzeit zur „Reichsanstalt für Film und Bild in Wissenschaft und Unterricht“ (RWU) in Berlin. Caselmann wurde von 1938 bis 1946 deren pädagogischer Leiter. Ab dem Jahr 1941 stand die Reichsbildstelle unter dem Direktorat von Kurt Gauger. Die pädagogische Abteilung der Reichsanstalt produzierte politisch neutrale Lehrfilme und Bildreihen für alle Schul- und Unterrichtsgebiete, die noch lange Jahrzehnte Anwendung fanden. Daneben organisierte die Anstalt den Verlag der Medien, die medienpädagogische Beratung der Schulen sowie deren Ausstattung mit den notwendigen Projektmöglichkeiten. Caselmann vertrat die Meinung der Notwendigkeit des Unterrichtsfilms auch in Kriegszeiten. Er sah diese Notwendigkeit vor allem in den Berufs- und Fachschulen gegeben. Nicht zuletzt könne dadurch das mühsam „An–die–Tafel–Schreiben“ eingekürzt werden. Es entstanden für angehende Sanitäter und Pflegepersonal auch Filme zur Verbandslehre, die eine schnelle Einarbeitung ermöglichen sollten. Caselmann wurde 1945 von den Alliierten als Treuhänder eingesetzt – ein Zeugnis für seinen von der NS-Ideologie distanzierten Geist. Caselmann darf als Mitbegründer der modernen Medienpädagogik angesehen werden. Er erwarb sich besondere Verdienste in Fragen um visuelles Unterrichtsmaterial. Stimmungsmusik für Filme, in denen Erkenntnisse verarbeitet werden sollten, kamen für Caselmann nicht in Frage. Stimmungsmusik sei allenfalls für Märchenfilme geeignet. Hier tauche allerdings eine ganze Reihe anderer künstlerischer Fragen für den Ton auf, so zum Beispiel das Problem der sprechenden Tiere. Für akustisch veranlagte Kinder empfahl er Schallplatten oder Hörspiele. Im Jahr 1959 hielt Caselmann seine erste Vorlesung zur Geschichte von Film, Bild und Ton im Unterricht.

### In Stuttgart und Heidelberg nach dem Zweiten Weltkrieg
Theodor Heuss, Kultusminister des Landes Württemberg-Baden, berief Caselmann im Jahr 1947 als Oberstudiendirektor zur Leitung des Seminars für Studienreferendare (Volksschullehrer) in Stuttgart. Im selben Jahr wurde ihm der Vorsitz der Schulreformkommission in Württemberg-Baden übertragen. Aus der Arbeit in dieser Kommission ging in den Jahren zwischen 1947 und 1952 der sogenannte „Caselmann-Plan“ hervor, dessen Erstkonzeption vom württembergisch-badischen Kultusministerium 1948 unter dem Titel „Der Neuaufbau der Deutschen Schule“ veröffentlicht wurde. Caselmann wollte die Realschule als differenzierten Mittelbau im baden-württembergischen Schulwesen implementiert sehen. Im Sommer 1947 unternahm Caselmann eine Studienreise in die USA, die von der „National Education Association“ (NEA) organisiert wurde. Er besuchte unter anderem das Teachers College in Chicago. Der dort praktizierte Gemeinschaftsgedanke beeindruckte ihn. Am 19. September 1952 wurde Caselmann auf den neu gegründeten bzw. nach der Zeit des NS-Pädagogen Ernst Krieck wieder eingerichteten Lehrstuhl für Erziehungswissenschaft der Ruprecht-Karls-Universität Heidelberg berufen. Ende der 1940er Jahre entwickelte Caselmann eine Lehrertypologie und unterschied dabei den logotropen (der Wissenschaft zugewandten) vom paidotropen (dem Kind zugewandten) Lehrertyp, womit er Kerschensteiners monotypologische Lehrperson um die logotrope erweiterte. Caselmann verwies darauf, dass bereits der griechische Arzt Hippokrates im Zusammenhang mit der älteren Astrologie mit der humoralen Temperamentslehre eine Typenlehre geschaffen habe. Caselmann war zudem Mitherausgeber des „Deutschen Sprach- und Stilbuches für höhere Schulen“. Seine zahlreichen Publikationen waren gekennzeichnet durch Verknüpfung von eigener Schulerfahrung und theoretischer Reflexion. Im September 1957 nahm Caselmann am 2. Internationalen Kongress für Universitätspädagogik in Florenz teil. Es ging bei diesem Kongress vorrangig um die Methode und Organisation der experimentellen Pädagogik als einem Spezialgebiet der Erziehungswissenschaft. Caselmann folgte in seinem Arbeitsverständnis dem Wunsch der Alliierten, nach 1945 die Volkshochschulen als Möglichkeit der demokratisch geprägten Erwachsenenbildung flächendeckend wieder instand zu setzen und damit eine Tradition der Weimarer Republik zu reaktivieren. Er hielt zahlreiche Vorträge zu pädagogischen Themen an den Volkshochschulen in Baden und Württemberg. In diesen Vorträgen beschäftigte er sich auch mit der Geschichte der Pädagogik. Caselmann wurde im Jahr 1958 emeritiert, widmete sich dennoch erfolgreich seiner Lehrtätigkeit an der Universität Heidelberg bis zum Jahr 1971. Der Nachfolger Christian Caselmanns auf dem Heidelberger Lehrstuhl wurde der Erziehungswissenschaftler Hermann Röhrs.

#### Wesensformen des Lehrers
In seinen zwischen 1949 noch in Stuttgart sowie 1953 und 1965 in Heidelberg mehrfachen Vorlesungen zu den „Wesensformen des Lehrers“, in denen Caselmann seine Typenlehre auf den Lehrer und Universitätslehrer anwandte, betonte Caselmann, dass im Idealfall der Lehrer und Universitätslehrer etwas „Meisterliches“ an sich haben solle. Zwischen Lehrer und Schüler solle ein „Meister–Jünger–Verhältnis“ entstehen. Nicht etwa Vorlesungen und Bücher, sondern der direkte Umgang mit dem gebildeten Lehrer und Universitätslehrer sei das eigentlich Bildende und Wertvolle an Schule und Universität. Es sei die Aufgabe der Institutionen Schule und Universität, die Entstehung eines solchen „Meister–Jünger–Verhältnisses“ auch organisatorisch möglich zu machen.

#### Entwurf einer Friedenspädagogik
In zahlreichen Vorträgen stellte Caselmann die Frage nach der Realisierung des Gedankens der Brüderlichkeit aller Menschen. Er plädierte für eine Synthese von realistisch-pessimistischer Anthropologie („der Mensch ist nicht gut“) und optimischer Pädagogik als fröhlichem „Trotzdem“. Dies könne nach zwei Weltkriegen helfen, dass man auf der unvollkommenen und immer bedrohten Welt trotzdem geschwisterlich miteinander leben könne. Auf der deutsch-französischen Tagung der „World Brotherhood“ in Wiesbaden im September 1953 thematisierte er die wichtige Funktion der Pädagogik als Brückenschlag zwischen den Nationen. Es ginge in der Pädagogik darum, die Gemeinschaftserziehung zu fördern. Der Gemeinschaftsgedanke sei durch die Nationalsozialisten obsolet geworden, aber man dürfe ihn nicht aufgeben. Auf einer Tagung in der Evangelischen Akademie in Bad Boll 1954 definierte er den Friedenswillen als entscheidendes erzieherisches Ziel. Ein wichtiges Instrument zur Gemeinschaftserziehung war für Caselmann das gemeinsame Wandern an Schulen und auch Hochschulen, wie er in zahlreichen Vorträgen beim Deutschen Jugendherbergswerk und in Schullandheimen betonte.

#### Pädagogischer Berater der Schwesternschule der Universität Heidelberg
Caselmann war pädagogischer Berater Olga von Lersners, der Leiterin der Schwesternschule der Universität Heidelberg. Die Schülerinnen- und Schüler der Schwesternschule studierten gerne bei ihm und seine Veranstaltungen wurden stark nachgefragt. Die Verbindungen zwischen dem Seminar für Erziehungswissenschaft und der Schwesternschule der Universität Heidelberg wurden auch in den Folgejahrzehnten gepflegt. Caselmann präzisierte seine Typenlehre für die Krankenpflege und unterschied heitere von melancholisch–schwerblütigen, nüchterne von schwungvollen und empfängliche von gestaltenden Krankenschwestern. Für den Unterricht in der Krankenpflege empfahl er angesichts dieser unterschiedlichen Typen eine „Pädagogik der Mannigfaltigkeit.“ Im März 1963 wurde Olga von Lersner als Oberin der Schwesternschule verabschiedet. In einer eindrucksvollen Feierstunde anlässlich dieser Verabschiedung gab Christian Caselmann einen Einblick in das weit gefasste Unterrichtsprogramm der Schwesternschule, in dem nun auch Psychologie und Pädagogik Einklang gefunden hätten. Olga von Lersner habe ein vorbildliches, modernes Erziehungsinstitut geschaffen.

### Puerto Rico und Ruhestand
Mit 70 Jahren folgte Caselmann einer Einladung des Gouverneurs von Puerto Rico, um einen pädagogischen Reformplan für dieses Land zu erstellen. Er reiste gemeinsam mit einem dänischen und einem italienischen Kollegen für insgesamt drei Monate in das mittelamerikanische Land und feierte dort seinen 70. Geburtstag. Die Glückwünsche der Ruprecht-Karls-Universität Heidelberg erreichten den Jubilaren in Puerto Rico.
Zur Feier des 80. Geburtstags von Christian Caselmann luden Hermann Röhrs und Ehefrau. Auf der Gästeliste standen unter anderem Hans Georg Gadamer und Carl Friedrich Graumann.
Caselmann verstarb fast 90-jährig in Mössingen am Fuße der Schwäbischen Alb im Kreise der Familie. Er hinterließ zwei Töchter und neun Enkelkinder. Hermann Röhrs betonte in seinem Nachruf, dass, wollte man Caselmann den Gliederungspunkten seines Hauptwerkes Wesensformen des Lehrers entsprechend einordnen, dies zwischen dem logotropen und dem paidotropen Typus geschehen müsse – allerdings in großer Nähe zum letzteren. Paidotrop bedeute, dem Kinde zugewandt, dem Menschen zugeneigt.

## Veröffentlichungen (Auswahl)
- Christian Caselmann: Wesensformen des Lehrers, 1. Auflage Klett Stuttgart 1949, anschließend weitere Auflagen.
- Christian Caselmann und Arnold Bergsträsser, Heinrich Weinstock: Es geht um den Menschen. Wege und Ziele der Erwachsenenbildung in unserer Zeit, Verband für Erwachsenenbildung Württemberg-Hohenzollern, Ravensburg 1957.
- Christian Caselmann: Geschichte und Probleme von Film, Bild und Ton im Unterricht, aus: Reichsanstalt für Film und Bild in Wissenschaft und Unterricht, Berlin 1961.
- Christian Caselmann: Der unsystematische Herbart, Quelle Meyer Verlag Heidelberg 1962.
- Christian Caselmann: Vom Abiturienten zum Studenten. Eine Einführung in das akademische Studium für die Studierenden der geisteswissenschaftlichen Fakultäten, Stuttgart Klett 1964. BSZ Inhaltsverzeichnis.